# Махмуд Ялавач
Махмуд Ялавач Хорезми (тюрк. ялавач из огузо-туркменского рода ялавач; ? — 1254) — государственный деятель Монгольской империи, хорезмиец по происхождению и мусульманин по вероисповеданию.
Входил в состав посольства Чингис-хана к хорезмшаху Мухаммеду II в 1218 году.
После завоевания Средней Азии был назначен великим ханом Угэдэем наместником Мавераннахра с резиденцией в Ходженде. После подавления восстания Махмуда Тараби в Бухаре, случившегося в 1238 году, около 1239—1240 г. Чагатай самовольно сместил Махмуда, но затем признал перед братом незаконность своих действий. Все области от китайской границы до Бухары перешли под управление Масуд-бека, сына Махмуда Ялавача.
В регентство вдовы Угэдэя Дорегене-хатун (1242—1246) Махмуд впал в немилость и нашёл вместе с Чинкаем убежище у Годана, сына Угэдэя. Несмотря на то, что хатун несколько раз требовала их выдать, Годан заявил матери, что представит их только на суд курултая. С приходом к власти Гуюка (1246), Махмуд, получив ярлык и пайцзу с головой тигра, стал наместником Чжунду (современного Пекина). Махмуд Ялавач скончался в 1254 году в Чжунду.
Где-то в 1230-х годах он разработал систему переписи населения, учитывающую население новообразованной Монгольской империи, чтобы их можно было легко облагать налогами. Он продолжил упрощать существующие налоговые системы, создав две основные налоговые инициативы: первой был подушный налог, известный как кубчир, а другой - сельскохозяйственный налог, известный как калан.

## В культуре
- Махмуд Ялавач (под именем «Махмуд Ялвач») является персонажем романа «Чингиз-хан» писателя Василия Яна.